# Точка Отрыва (телеканал)
«Точка Отрыва» – российский телеканал круглосуточного вещания об экстремальных видах спорта и активном образе жизни. Распространяется в формате HD в пакете каналов телекомпании «СТРИМ». В эфире с 2017 года, круглосуточное вещание осуществляется с борта спутника ABS-2A.
Программы телеканала посвящены экстремальным видам спорта и активному образу жизни. В эфире – путешествия, экспедиции, технические новинки, кулинария и программы о здоровом образе жизни.

## Аудитория
Канал «Точка Отрыва» занимает второе место по охвату аудитории среди каналов экстремальной тематики.
Совокупную аудиторию телеканала составляют более 40 миллионов зрителей. Территория вещания включает Россию, страны СНГ и Прибалтики.
Мужчины составляют ~60% зрителей телеканала, женщины ~40%.
Широкая сеть дистрибуции представлена более 1500 операторами кабельных, спутниковых, IPTV-мобильных и OTT-сетей.

## Структура эфира
«Точка Отрыва» комплексно охватывает тематику экстремальных видов спорта, активного образа жизни и деятельности. В эфире акцентируются российские спортивные мероприятия и фестивали, события отечественного туризма.
Программирование телеканала строится на тематических линейках, которые отражают основные направления активного образа жизни.
| Воздух                  | Земля                             | Вода                              | Культ         |
| ----------------------- | --------------------------------- | --------------------------------- | ------------- |
| Парашютный спорт        | Горные лыжи, сноуборд, сноускейт  | Сёрфинг, кайтсёрфинг, виндсёрфинг | Экспедиции    |
| Воздухоплавание         | Велогонки, BMX, горные велосипеды | Рафтинг, каякинг                  | Путешествия   |
| Банджи, роуп-джампинг   | Альпинизм и спелеотуризм          | Дайвинг                           | Уличные танцы |
| Дельта- и парапланеризм | Мотофристайл                      | Парусный спорт                    | Стрит-арт     |

### Соотношение контента в эфире
75% - собственное производство, эксклюзивный контент.
25% - популярные шоу спортивной тематики, соревнования, турниры.
 субкультура и музыка (15 %) документалистика (15 %) развлекательный экстрим (20 %) активный образ жизни (20 %) экстремальный спорт (30 %)

### Программы собственного производства
«Точка Отрыва» представляет телезрителям широкий спектр программ и производит эксклюзивный контент, сотрудничает с российскими организациями из индустрии экстремального спорта и активного образа жизни.
В числе программ собственного производства:
- «Эпицентр экстрима»[5]
- «Сверхлюди» – «Лучшая телепрограмма о спорте и здоровом образе жизни»[6], Национальна премия в области многоканального цифрового телевидения «Большая цифра-2019».[7][8]
- «Красивая Россия»[9]
- «Техника сильных»[10]
- «Травмпункт»
- «Позывной небо»[11]
- «Физкульт»
- «Энциклопедия сёрфинга»

## Лица телеканала
| Всеволод Кущинский | Главный продюсер, автор и ведущий. Обладатель спортивных разрядов в парусном спорте, дайвер, автоспортсмен. Лауреат награды «Лучшая новостная программа в экстремальных видах спорта»;   | Наталья Авсеенко    | Обладательница мирового рекорда и титула «Чемпион мира по фридайвингу», основатель школы «PlavitaWay»;                                                                                     |
| Алексей Молчанов   | Президент ассоциации «Федерация Фридайвинга», 24-кратный чемпион мира, обладатель мирового рекорда по фридайвингу;                                                                       | Евгений Новожеев    | Многократный чемпион России по кайт-бордингу. В 2019 году в одиночку совершил на кайт-борде переход по маршруту Сахалин-Хоккайдо за 2 часа 56 минут;                                       |
| Дмитрий Оводенко   | Член сборной России по парашютному спорту, многократный чемпион мира и Европы, трёхкратный обладатель Кубка мира по парашютному спорту, рекордсмен России;                               | Оксана Истратова    | Обладательница высоких титулов в рэк-дайвинге: установила мировой рекорд среди женщин по погружению на затонувшие корабли (180 метров) и рекорд России среди женщин по глубине погружения; |
| Алексей Колесников | Мастер спорта России по мотоспорту, входит в топ-20 райдеров мира. На его счету выступления в мировой серии «Red Bull X-Fighters» и призовые места на Кубке мира по фристайл-мотокроссу; | Анастасия Нифонтова | Мастер спорта по мотоспорту, обладательница Кубка мира ФИМ по кросс-кантри среди женщин. Первая россиянка в мотозачёте ралли «Дакар».                                                      |

## Награды

### 2022 год
- Кубок международного кинофестиваля «Вертикаль» в номинации «Телепередачи» за вклад в развитие экстремального документального кино.[23]

### 2019 год
- Национальна премия в области многоканального цифрового телевидения «Большая цифра-2019» – «Лучшая телепрограмма о спорте и здоровом образе жизни»;[7][8]

### 2018 год
- В 2018 году канал признан самым быстрорастущим телеканалом мужской тематики;
- Обладатель премии «Золотой луч» в номинации «Мужской телеканал»;[24]
- Диплом Can-Am X RACE в номинации «Телевидение» – конкурс журналистов «В объективе - Can-Am X RACE»;[25]
- Обладатель премии «Большая цифра» за программу «Сверхлюди», как лучшую телепрограмму о спорте и здоровом образе жизни.[26]